# ハロルド・ヴァーマス
ハロルド・エリオット・ヴァーマス（Harold Elliot Varmus、1939年12月18日 - ）はアメリカ合衆国の科学者。1989年、レトロウイルスのガン遺伝子が細胞起源である事の発見により、J・マイケル・ビショップと共にノーベル生理学・医学賞を受賞した。

## 経歴
ニューヨーク州オーシャンサイド生まれ。アマースト大学卒業後、ハーバード大学大学院に進学。その後コロンビア大学医学部（内科・外科学部)を卒業し、医師免許を取得した。医学博士。
1993年までカリフォルニア大学サンフランシスコ校の教員、1993年から2000年まで、アメリカ国立衛生研究所にてDirector、2000年1月から2010年6月までニューヨークにあるメモリアル・スローン・ケタリング癌センターの所長を務めた。2010年7月よりアメリカ国立癌研究所の所長を務めている。また、非営利組織 w:Public Library of Science（通称PLoS）の共同設立者兼議長でもある。2002年から2005年までコロンビア大学理事会の理事も務めた。

## 受賞歴
- 1982年 - アルバート・ラスカー基礎医学研究賞
- 1983年 - パサノ賞
- 1984年 - ガードナー国際賞
- 1989年 - ノーベル生理学・医学賞
- 2001年 - アメリカ国家科学賞、ヴァネヴァー・ブッシュ賞
- 2012年 - グレン・T・シーボーグ・メダル

## 著書
- ロバート・ワインバーグ共著『遺伝子とガン―発ガン機構と治療への道』（訳：畑中正一、牧正敏）日経サイエンス社 1994